# 西菜园街道
西菜园街道，是中华人民共和国内蒙古自治区呼和浩特市玉泉区下辖的一个乡镇级行政单位。

## 行政区划
西菜园街道下辖以下地区：
西霞园社区、芦花园社区、兴旺社区、西苑社区、鱼池巷社区、四里营西社区、四里营东社区、西水磨村、范家营村、碱滩村、辛辛板村、东源村、西源村、南源村和北源村。